# La spada di Shannara
La Spada di Shannara (titolo originale inglese The Sword of Shannara) è un romanzo del 1977 dello scrittore statunitense Terry Brooks. In ordine cronologico di pubblicazione è il primo libro dell'opera fantasy legata al mondo di Shannara. Vi si narrano le avventure dei fratelli Shea e Flick Ohmsford durante la loro lotta contro il Signore degli Inganni che minaccia le Quattro Terre.

## Trama
Il loro diritto di vivere nella libertà,

Il loro desiderio di vivere nella pace,

Il loro coraggio di cercare la verità,

Qui giace la Spada di Shannara.»
(La Spada di Shannara)

### Antefatti
Secondo la cronologia delle Quattro Terre, in passato l'umanità aveva raggiunto un avanzamento tecnologico tale da non poter essere più controllato. Durante le battaglie apocalittiche che ne seguirono, note come Grandi Guerre, gran parte degli esseri viventi della terra si estinse e gli stessi continenti cambiarono la loro morfologia. A seguito di queste guerre ciò che restava dell'umanità si divise in diverse razze: Umani, Nani, Gnomi e Troll. Anche gli Elfi tornarono a mostrarsi alle altre razze, sebbene essi non discendessero dai sopravvissuti alle Grandi Guerre. In questo futuristico ritorno al passato, il mondo naturale è rifiorito ed è riapparsa la magia in contrapposizione alla tecnologia delle ere passate.
L'Ordine dei Druidi, costituitosi in seguito alla rinascita delle Razze a garanzia della conservazione del sapere del passato e della coltivazione di un corretto utilizzo della magia, venne quasi completamente distrutto dal Druido ribelle Brona, massimo conoscitore della magia nera proibita, durante la Seconda Guerra delle Razze.

### Riassunto
Secoli dopo questi fatti, le vicende narrate introducono la famiglia Ohmsford di Valle d'Ombra. Flick vive con i suoi genitori e porta avanti la locanda di famiglia insieme al fratellastro Shea, di origine elfiche per parte di padre. Una notte il misterioso Allanon, l'ultimo superstite dei Druidi di Paranor, giunge a Valle Ombra con la notizia che Brona, il Signore degli Inganni, che tutti pensavano essere una leggenda del passato, è ritornato per cercare Shea, ultimo discendente in vita di Jerle Shannara e quindi unico in grado di usare il potere della Spada di Shannara.
Dopo aver consegnato a Shea tre pietre magiche come protezione, Allanon ordina a Shea di lasciare immediatamente Valle d'Ombra e di raggiungerlo a Culhaven. La comparsa in quella stessa notte dei Messaggeri del Teschio - potenti agenti del Signore degli Inganni - alla ricerca dell'ultimo discendente degli Shannara convince Shea a partire. Shea convince Flick a recarsi nella vicina città di Leah per chiedere aiuto al loro amico Menion Leah, avventuriero e miglior cacciatore delle Terre del Sud.
Lungo il viaggio verso Culhaven, la capitale della nazione dei Nani, Shea deve evocare il potere delle Pietre Magiche, impregnate di magia elfica, per uscire indenni dalle Paludi di Nebbia. Arrivati a Culhaven, i tre amici trovano Allanon in compagnia del guerriero nano Hendel, Durin e Dayel Elessedil, cugini del re degli Elfi, e Balinor Buckhannah, principe ereditario di Callahorn e comandante della Legione della frontiera. Il gruppo si reca al Perno dell'Ade, dove Allanon si consulta con lo spirito di Bremen. La profezia di Bremen rivela che uno dei componenti verrà separato dal gruppo, ma sarà il primo a mettere le mani sulla spada di Shannara. Infatti, lungo il cammino attraverso i Denti del Drago, Shea inciampa e precipita nel fiume sottostante senza che nessuno possa impedirlo.
Giunti a Paranor, il gruppo trova la fortezza presidiata da soldati Gnomi e da un messaggero del Teschio che riesce quasi a sopraffare Allanon tendendogli un agguato nelle fucine della fortezza. Constatata la sparizione della Spada di Shannara, Flick, Allanon e Menion partono alla ricerca di Shea mentre Durin, Dayel, Balinor ed Hendel si occupano di radunare i propri popoli e di prepararli alla battaglia di Callahorn, dove l'esercito del Signore degli Inganni è pronto ad attaccare le postazioni presidiate dalla Legione della Frontiera.
Shea viene salvato dal fiume da un ladro monco chiamato Panamon Creel e dal suo strano compagno Keltset, un troll reietto dalla sua gente e muto. Panamon si impossessa delle Pietre di Shea credendole preziose, salvo poi restituirgliele dopo che Shea salva loro la vita in uno scontro con un messaggero del Teschio. Il terzetto si imbatte a Nord di Paranor nei resti di una battaglia: le tracce indicano che una pattuglia di Elfi - guidata dal re Eventine Elessedil in persona - si è scontrata con l'esercito nemico, venendo sconfitta. Lo gnomo disertore Orl Fane - catturato da Panamon - riesce a fuggire nottetempo con una spada insignificante e malandata, che Shea intuisce essere la Spada di Shannara. Panamon decide di inseguire lo gnomo fuggitivo fin nel Regno del Teschio, quartier generale di Brona.
Anche Flick, Allanon e Menion si imbattono nell'accampamento nemico. Menion aggira l'accampamento per recarsi a Kern ad avvertire l'ignara popolazione dell'invasione imminente. Assiste ad uno scambio di un prigioniero e, pensando che il prigioniero fosse Shea, lo salva. Il prigioniero, tuttavia, si rivela essere Shirl Ravenlock una bellissima ragazza con i capelli rossi, figlia del reggente di Kern e promessa sposa di Palance, fratello minore di Balinor Buckhannah. Menion e Shirl riescono ad evacuare la città di Kern facendo fuggire la popolazione verso Callahorn, sfruttando un diversivo causato dallo stesso Menion e da uno sparuto gruppo di combattenti della Legione della Frontiera, che Menion apprende essere stata dissennatamente sciolta da Palance Buckhannah, diventato reggente di Callahorn in seguito alla malattia del padre. Flick invece si intrufola nell'accampamento del Signore degli Inganni per carpire informazioni. Imbattutosi nella tenda in cui è tenuto prigioniero il Re degli Elfi Eventine Elessedil, decide di rimanere nascosto e di salvare il re nella notte successiva. Balinor - giunto a Callahorn - viene fatto prigioniero nelle segrete del castello da Palance e dal suo malfidato consigliere Stenmin. Anche Durin, Dayel, Hendel e alcuni generali della Legione della Frontiera fedeli a Balinor vengono man mano imprigionati. Menion Leah, giunto a Callahorn, si guadagna la fiducia di Palance per aver salvato Shirl. Intuendo la maligna influenza di Stenmin sul giovane principe, Menion lo cattura e libera i suoi amici dalle prigioni appena in tempo per ri-organizzare la Legione della Frontiera. Stenmin riesce a sfuggire alla cattura, ferendo a morte Palance.
La Legione, aiutata da un manipolo di nani, resiste eroicamente all'assalto dell'esercito del Signore degli Inganni sotto la guida di Balinor e i consigli di Hendel. Tuttavia il tradimento di Stenmin consente all'esercito del nord di aprire una breccia, che viene chiusa solo grazie all'eroico sacrificio di Hendel.
Panamon, Keltset e Shea inseguono Orl Fane, ma vengono catturati da una pattuglia di Troll e processati. Keltset però si rivela a sorpresa in possesso della più alta onorificenza del suo popolo e ha quindi salva la vita e rivela al suo popolo che Shea è l'erede di Jerle Shannara ed è quindi in grado di sconfiggere il Signore degli Inganni. Anche Orl Fane, completamente impazzito, è stato fatto prigioniero quindi Shea può entrare in possesso della Spada e sperimentare sulla sua stessa persona il suo potere. Allanon percepisce l'accaduto e riesce a comunicare debolmente con la mente di Shea, impedendogli di impazzire nel momento in cui il Signore degli Inganni si materializza di fronte a lui per distruggerlo. Determinato a impedire la vittoria di Brona, Shea lo attacca: il Signore degli Inganni, immune alle armi fisiche, viene colpito dalla verità stessa rivelata dalla magica spada e, costretto a confrontarsi con l'oggettività della sua morte e dell'illusione della sua attuale presenza spirituale, svanisce insieme a tutto ciò che aveva creato.
Il Regno del Teschio crolla; Panamon e Shea riescono a fuggire grazie all'eroico sacrificio di Keltset che blocca una frana a mani nude, restandone seppellito. La sconfitta del Signore degli Inganni annienta provvidenzialmente anche il suo esercito che era sul punto di sopraffare gli ultimi sopravvissuti della Legione della Frontiera sul ponte di Sendic, ultima linea di difesa di Callahorn.
L'esercito Elfo, guidato da Eventine - liberato da Flick - giunge a battaglia quasi terminata. Allanon ritrova Shea, che si congeda da Panamon, e lo riporta a Callahorn. Allanon rivela di essere figlio di Bremen e si congeda dalla compagnia per intraprendere il sonno dei Druidi, unico modo per recuperare le energie perdute e prolungare la sua vita.
La pace è ristabilita: Balinor è re di Callahorn e la spada di Shannara viene collocata sotto l'arcata del ponte di Sendic; Shea e Flick tornano a Valle d'Ombra dove li raggiunge Panamon per restituire a Shea le Pietre Magiche; Menion sposa Shirl e diverrà un giorno re di Leah.

## Personaggi
- Shea Ohmsford
- Flick Ohmsford
- Menion Leah
- Allanon
- Balinor Buckhannah
- Hendel
- Dayel Elessedil
- Eventine Elessedil
- Panamon Creel
- Keltset
- Brona
- Orl Fane
- Shirl Ravenlock
- Ombra di Bremen
- Stenmin

## Controversie
La trama de La Spada di Shannara è stata più volte criticata per la sua somiglianza con la trilogia de Il Signore degli Anelli di J. R. R. Tolkien. L'opera di Tolkien, precedente al primo romanzo di Shannara di circa vent'anni, è anch'essa incentrata su un protagonista semplice, appartenente ad una piccola e tranquilla comunità, che si scopre involontario eroe di un'avventura in cui, spinto da un alto e sapiente mago, deve distruggere un lontano e potente Signore Oscuro. Preziosi artefatti magici saranno necessari all'eroe per compiere la sua impresa, accompagnato da fedeli amici e inseguito dai terribili mostri che il Signore Oscuro ha posto sulle sue tracce. Un gruppo di compagni, esponenti delle diverse razze affiancherà l'eroe nella sua difficile impresa. Molte osservazioni sono state fatte anche sui tratti comuni tra il druido Allanon di Brooks e lo stregone Gandalf di Tolkien.
Nonostante le critiche, Terry Brooks ha negato qualsiasi plagio e in effetti molti dei topoi comuni alle due opere, quale quello della ricerca e della compagnia, possono essere fatti risalire ai miti del folklore e della mitologia britannica, dall'epopea di Re Artù fino all'Edda norrena, canoni ripresi poi nel genere high fantasy.

## Edizioni
La Spada di Shannara è stato pubblicato per la prima volta nel 1977 dalla casa editrice Random House di New York negli Stati Uniti e nel 1978 dalla Arnoldo Mondadori Editore in Italia. È stato il primo fantasy a scalare la classifica dei bestseller del New York Times dai tempi de Il Signore degli Anelli.
- Terry Brooks, La Spada di Shannara, collana Mondadori Omnibus, traduzione di Silvia Stefani, Arnoldo Mondadori Editore, 1978,  p. 612, ISBN 978-88-04-41355-4, SBN RAV0107410.